# Флеминг (мини-сериал)
«Флеминг» (англ. Fleming: The Man Who Would Be Bond — в переводе — «Флеминг: человек, который хотел стать Бондом») — британско-американский драматический мини-сериал, рассказывающий о военной карьере Яна Флеминга, будущего создателя Джеймса Бонда. В главных ролях Доминик Купер и Лара Пулвер.

## Сюжет
Сериал рассказывает о истории человека, создавшего самого известного шпиона мировой литературы – Джеймса Бонда — на основе опыта своей жизни и приключений. Лондон, 1939 год. Плейбой Ян Флеминг живёт в тени властной матери и брата, разочарованных им. Вспоминая об отце, Ян мечтает стать лучшим во всем, несмотря на то, что ему уготована скучная работа в конторе. После начала Второй мировой войны он неожиданно получает шанс продемонстрировать свои способности  на службе в Управлении военно-морской разведки.

## В ролях
| Актёр             | Роль                 |
| ----------------- | -------------------- |
| Доминик Купер     | Ян Флеминг           |
| Лара Пулвер       | Энн О'Нил            |
| Сэмюэл Уэст       | Джон Генри Годфри    |
| Анна Чанселлор    | второй офицер Мондей |
| Руперт Эванс      | Питер Флеминг        |
| Лесли Мэнвилл     | Эвелин Флеминг       |
| Пип Торренс       | Эсмонд Ротермер      |
| Аннабелль Уоллис  | Мюриэл Райт          |
| Камилла Рутерфорд | Лоэлия Линдси        |

## Производство
Сценарий, написанный документалистом Джоном Браунлоу и соавтором Доном Макферсоном, был вдохновлён биографией Флеминга под авторством Джона Пирсона. Режиссёром выступил Мат Уайткросс, известный работой с фильмом «Дорога на Гуантанамо». Продюсерами выступили Дуглас Рэй, Сара Кёртис Майкл Парк и Роберт Бернстайн. Производство осуществлялось компаниями «BBC America» и «Sky Atlantic». Съёмки стартовали в начале 2013 года и окончились ближе к 2014 году. Рэй позже отметил, что сыгравший Флеминга, актёр Доминик Купер может стать следующим претендентом на роль Джеймса Бонда.

## Прокат
Премьера сериала состоялась в США на телеканале «BBC America», где он показывался в течение четырёх недель — 29 января, 5, 12 и 19 февраля 2014 года. В Великобритании сериал показывался по каналу «Sky Atlantic» с 12 февраля того же года. В России показ сериала по две серии прошёл 6 и 14 марта 2015 года по Первому каналу.

## Критика
Вы никогда не должны позволять слишком большой точности встать между вами и хорошей историей.
Брайан Лоури из «Variety» отметил, что «"Флеминг" работает только урывками, несмотря на колдовство безупречных визуальных и чувствительных периодов на кадрах съёмок трио», посоветовав вместо данного сериала «посмотреть документальный фильм — или ещё лучше, почитать книгу». В связи с этим, Тим Гудман из «The Hollywood Reporter» сказал, что «некоторые, несомненно, будут бороться с сопоставлением, став адвокатом чтения одной из книг или просмотра одного из фильмов, чтобы забыть о скучной предыстории», заявив что сериал «чертовски интересен», однако не стоит сравнивать Флеминга с Бондом, так как «жизнь человека, независимо от того, сколько она несёт вдохновения, не может сравниться с вымышленной персоной», и «вы можете жаловаться, что сериал не может смотреться под попкорн как в кино, которое создано по книгам Флеминга, но эта прекрасно сделанная и творчески выстреливающая драма может стать интригующим аксессуаром к долгосрочной линии о Бонде».
В то же время, Нил Генцлингер из «New York Times» заметил, что «мини-сериал несёт в себе отказ ("Некоторые имена, места и инциденты являются вымышленными и были изменены для драматического эффекта"), так что точность портрета невозможно оценить», и в сюжете «призрак характера Бонда повсюду дразнит поклонников книг и фильмов: "Видите параллели?"», благодаря чему этот сериал «станет представлять интерес для поклонников Флеминга и его литературного творчества Джеймса Бонда». Филипа Джоделка из «The Guardian» сказала, что сериал «снят красиво, как Бонд», а также «смотрится и чувствуется роскошным», но непонятно чем он является: то изысканным позолоченным подарком или воспоминанием о прошлом.

## Эпизоды
| № | Название   | Режиссёр      | Сценарист                   | Дата показа в США |
| --- | ---------- | ------------- | --------------------------- | ----------------- |
| 1 | «Эпизод 1» | Мат Уайткросс | Джон Браунлоу Дон Макферсон | 29 января 2014    |
| Лондон. 1939 год. Европа в предчувствии войны. Неудачливый брокер Ян Флеминг получает работу в разведке ВМС, где он со своим богатым воображением и заносчивостью, начинает чувствовать себя как дома. У него завязываются отношения с девушкой Мюриэл Райт, и в то же время он знакомится с Анной О’Нил.                                                                                   |            |               |                             |                   |
| 2 | «Эпизод 2» | Мат Уайткросс | Джон Браунлоу Дон Макферсон | 5 февраля 2014    |
| Война разгорается, и Флеминг разрываемый отношениями с Райт и романом с О’Нил, чувствует себя узником кабинетной работы в офисе Военно-морского министерства. Наконец он получает задание во Франции, но когда ситуация выходит из под контроля, Флеминг возвращается домой, поняв что война — это совсем не игра.                                                                          |            |               |                             |                   |
| 3 | «Эпизод 3» | Мат Уайткросс | Джон Браунлоу Дон Макферсон | 12 февраля 2014   |
| Британия погружается в войну, как Флеминг в страстный роман с О`Нил. Он старается быть деловым и ответственным человеком, однако его не покидают сомнения и страх. В сумятице чувств Флеминг пишет вымышленные любовные письма и документы, которые будут приложены к делу операции «Мясной фарш» — разработанной британской разведкой с целью сбить Германию со следа намерений союзников. |            |               |                             |                   |
| 4 | «Эпизод 4» | Мат Уайткросс | Джон Браунлоу Дон Макферсон | 19 февраля 2014   |
| 1945 год. Постепенно война в Европе заканчивается, как и отношения между Флемингом и О`Нил, и если они поженятся, то навсегда потеряют друг друга. Всё ещё находясь в борьбе со своей неуверенностью, Флеминг наконец, получает возможность действовать в боевой обстановке. |            |               |                             |                   |